# Suz-Massa
Suz-Massa é uma das 12 regiões administrativas de primeiro nível de Marrocos criadas pela reforma administrativa de 2015. A sua capital administrativa é a cidade de Agadir. Em 2014 tinha 2.676.847 habitantes distribuidos por 53.789 km².

## Organização Administrativa
Administrativamente a região está dividida em 2 prefeituras, 4 provincias, 17 círculos e 175 comunas.

### Prefeituras/Províncias
A primeira divisão administrativa da região é feita entre provincias e prefeituras (estas últimas são o equivalente urbano das primeiras).
| Prefeituras /Províncias | Tipo       | Área (em km²) | Habitantes (em 2014) |
| ----------------------- | ---------- | ------------- | -------------------- |
| Agadir Ida-Outanane     | Prefeitura | 2.297         | 600.599              |
| Inezgane-Aït Melloul    | Prefeitura | 310           | 541.118              |
| Chtouka-Aït Baha        | Província  | 3.523         | 371.102              |
| Tarudante               | Província  | 16.500        | 838.820              |
| Tiznit                  | Província  | 5.062         | 207.367              |
| Tata                    | Província  | 25.925        | 117.841              |

#### Localização das Prefeituras/Províncias

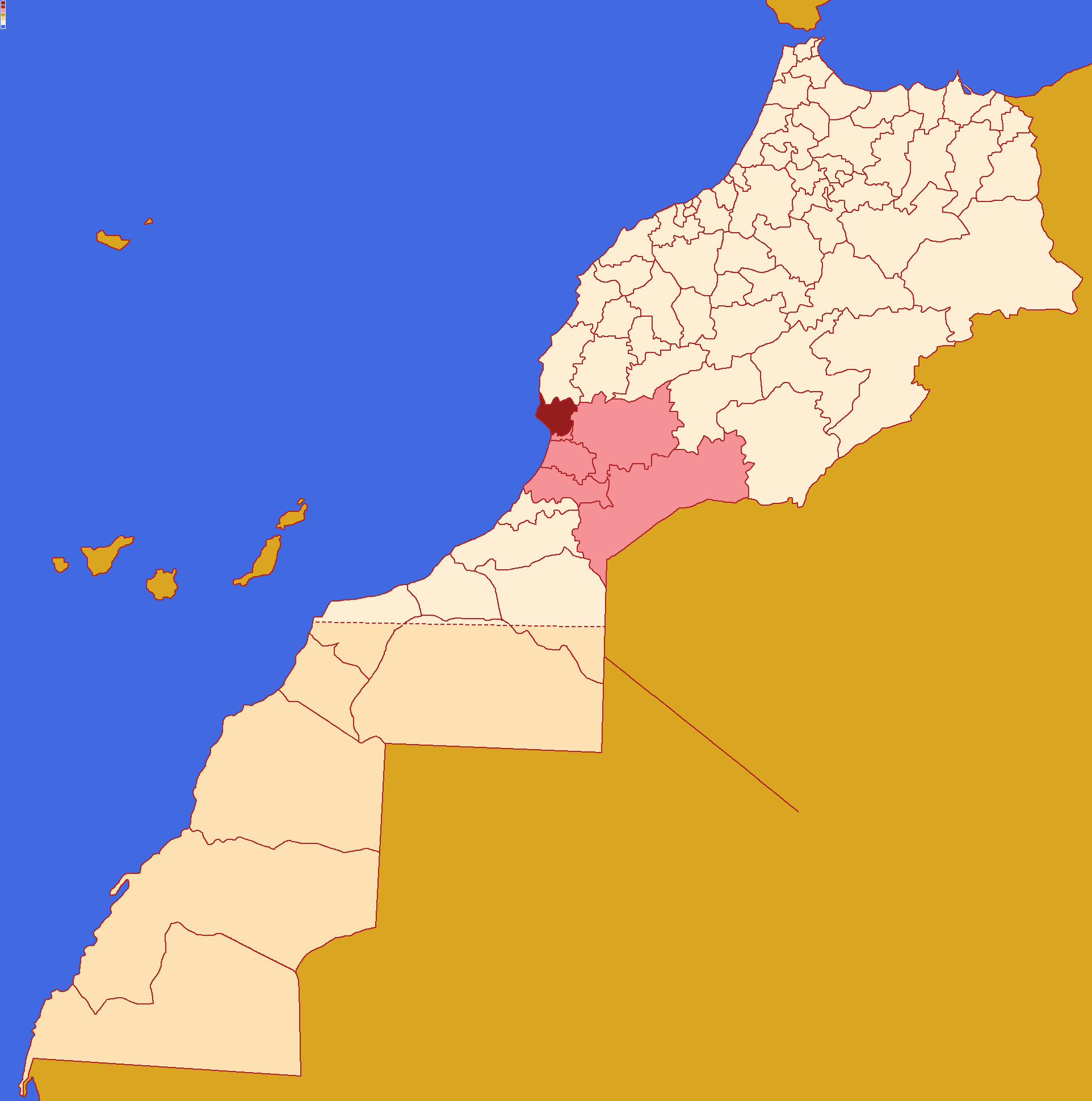
Prefeitura de Agadir Ida-Outanane.
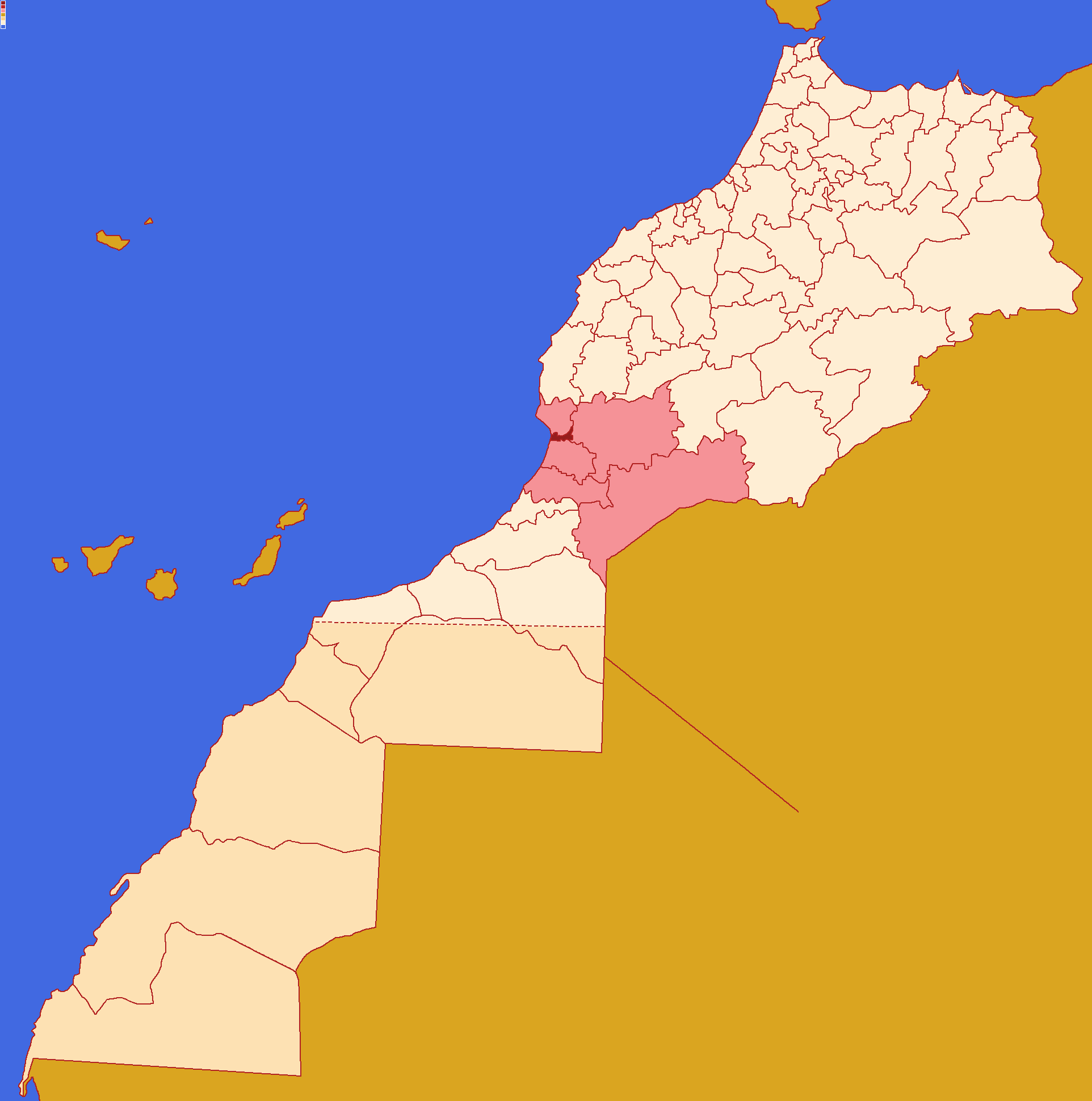
Prefeitura de Inezgane-Aït Melloul.
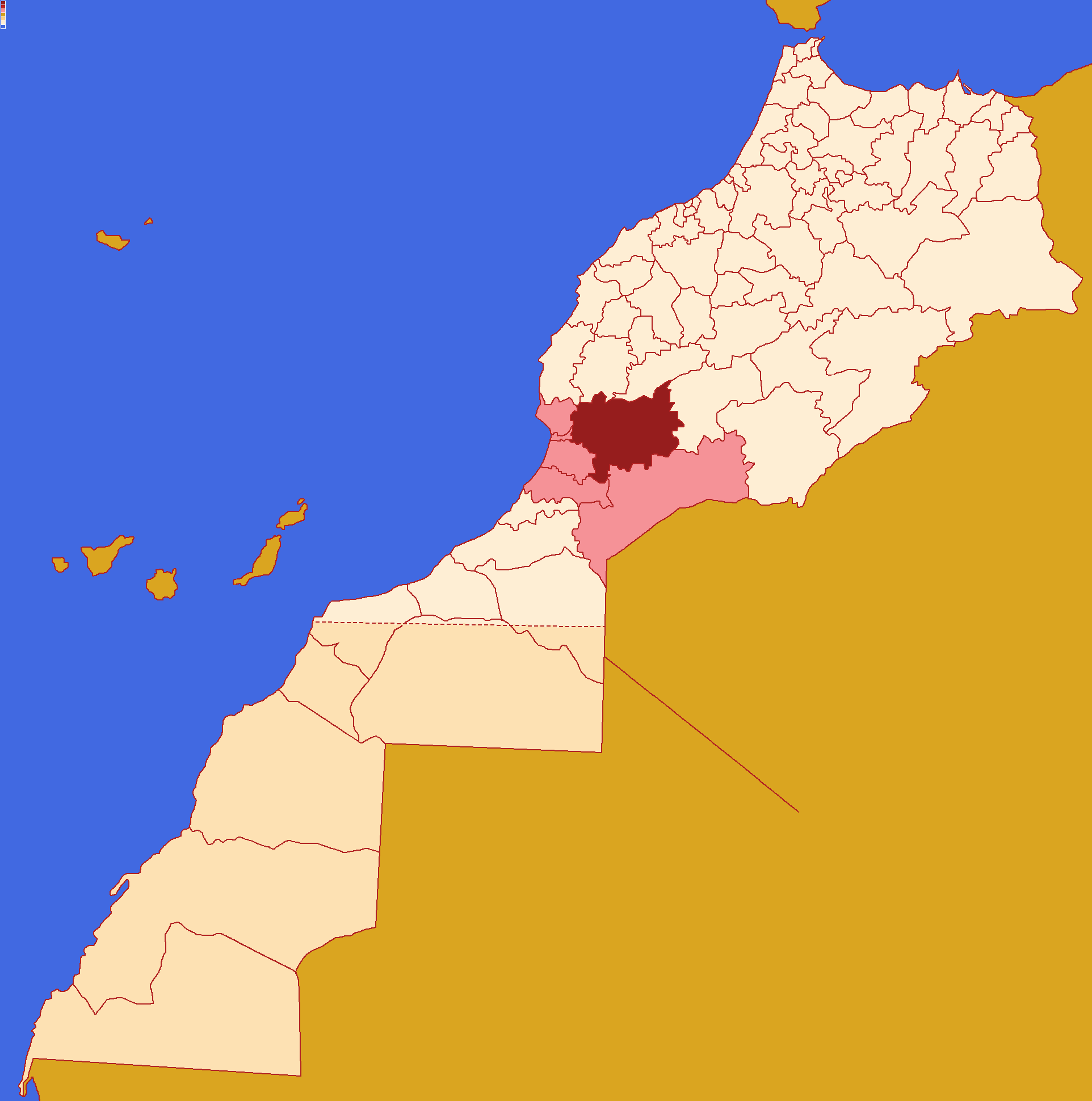
Província de Tarudante.
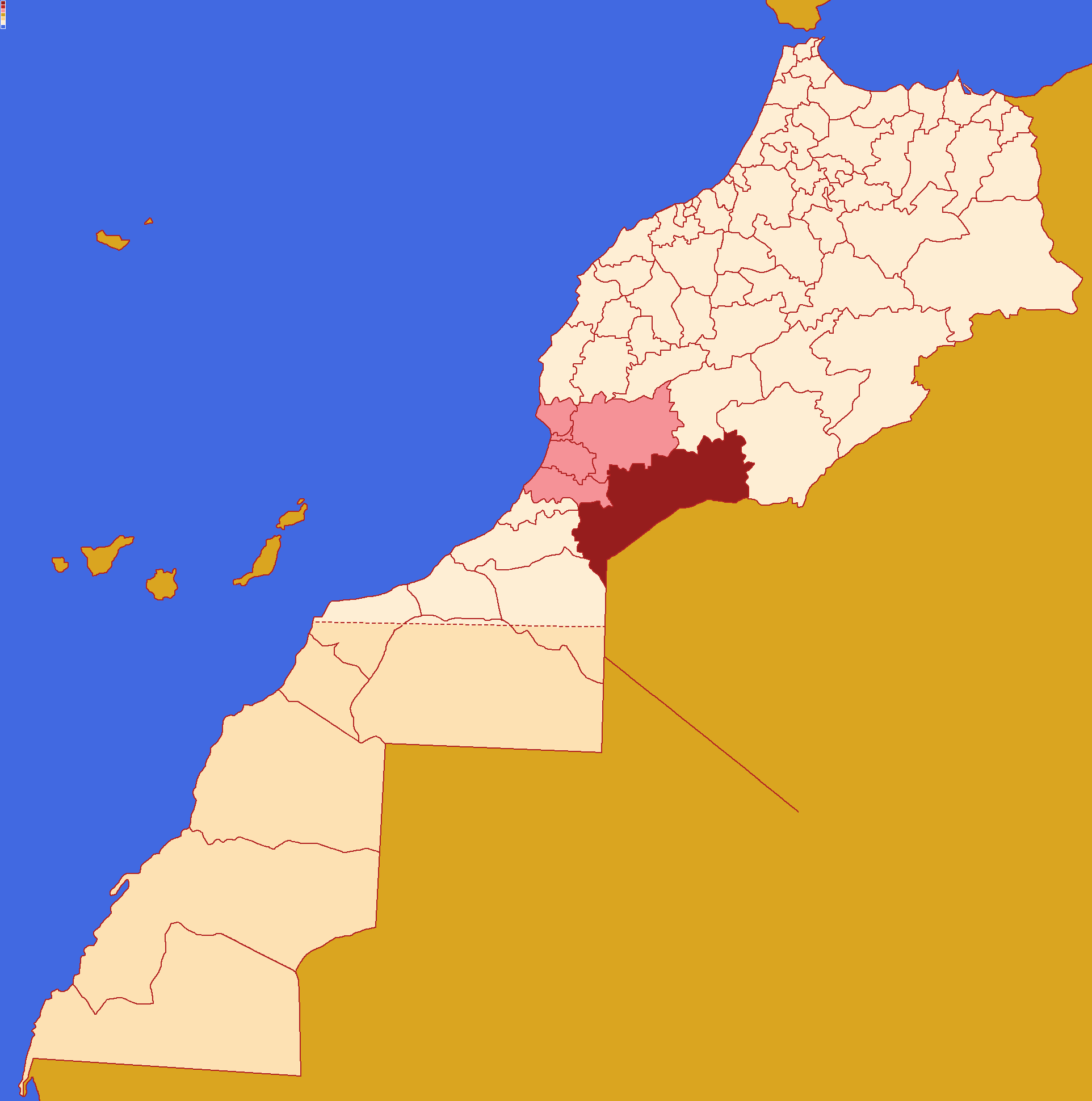
Província de Tata.
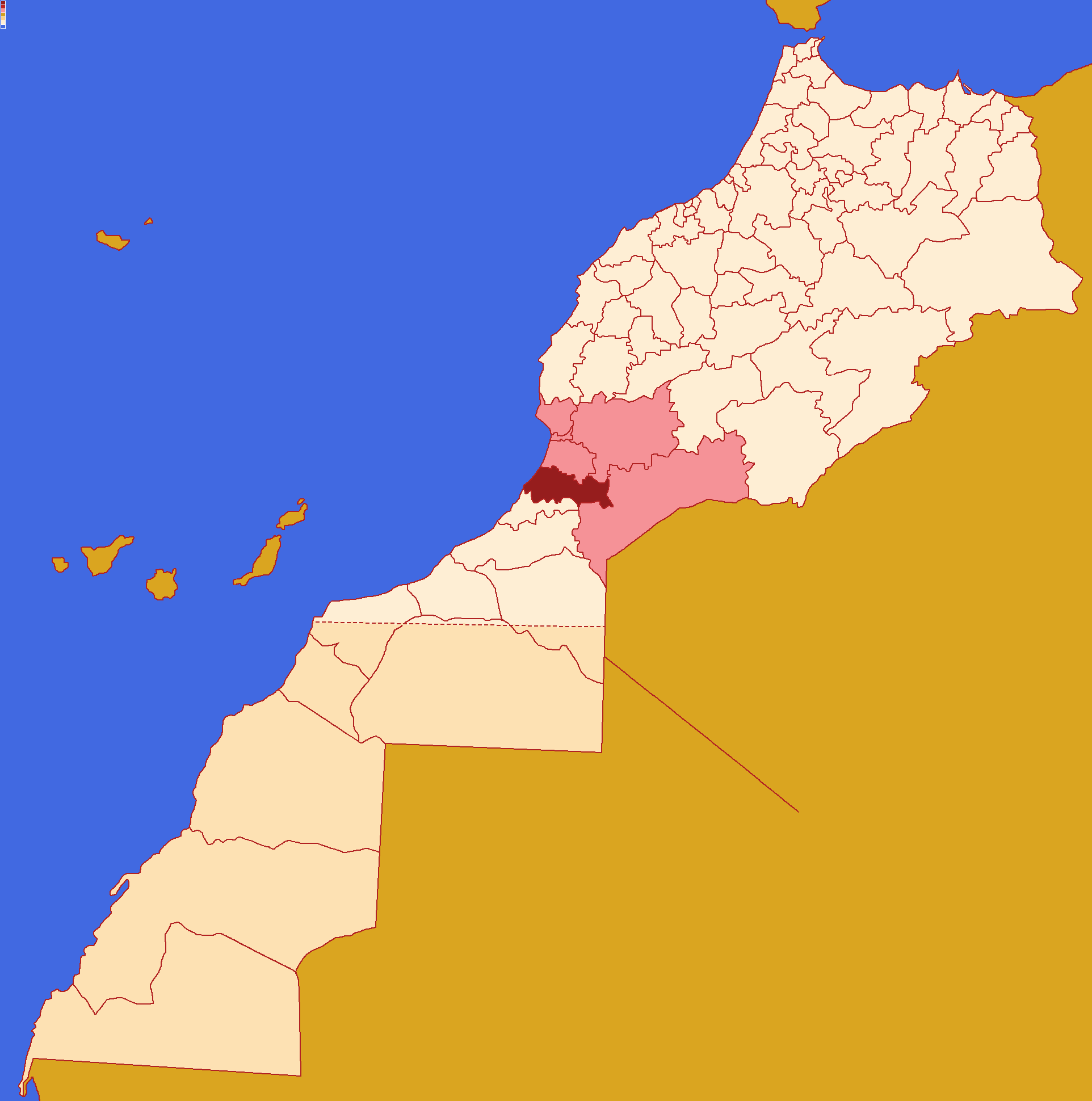
Província de Tiznit.
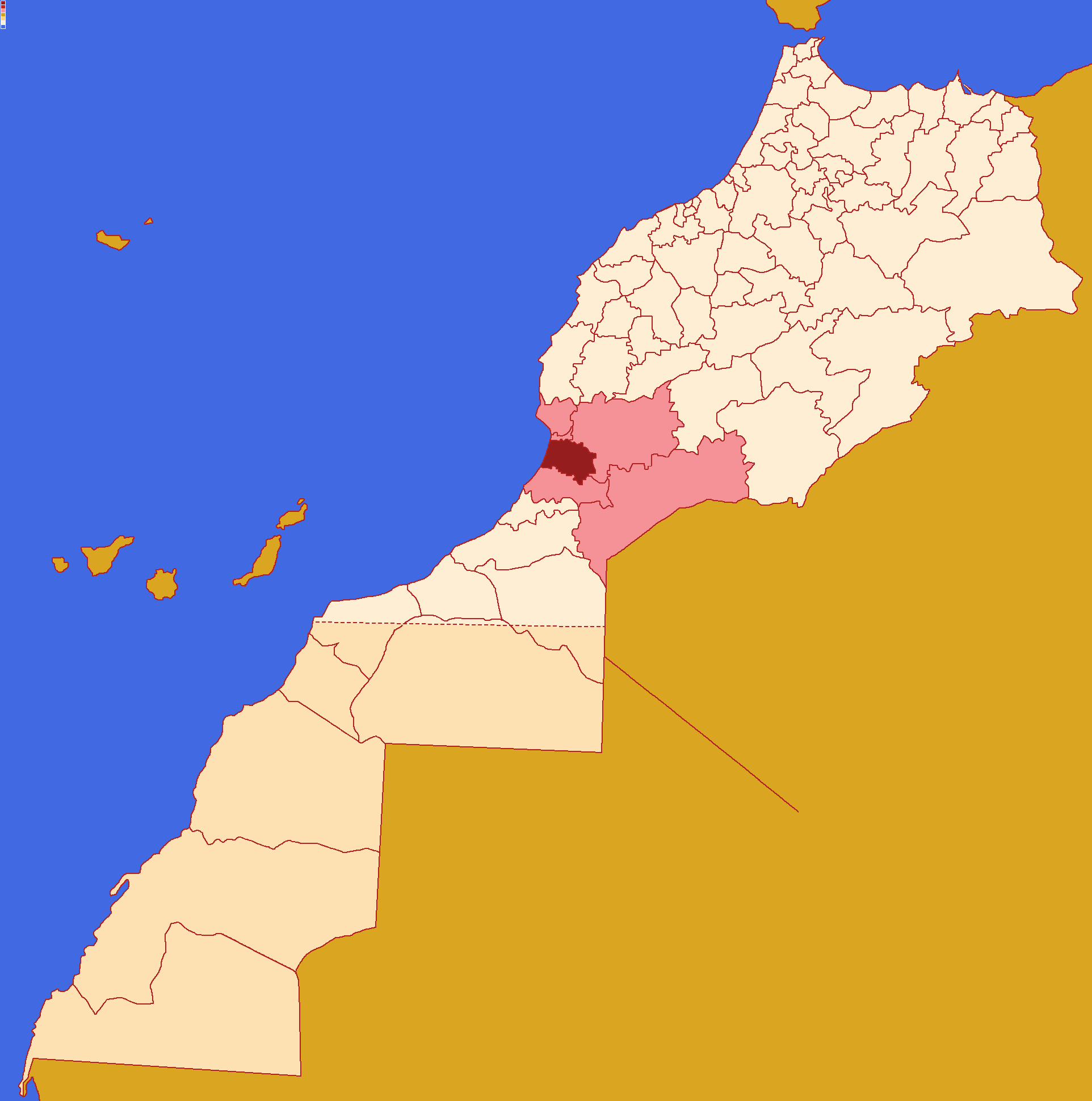
Povíncia de Chtouka-Aït Baha.